# Strijthagen (Welten)
Strijthagen is een landhuis en voormalig kasteel aan de oostzijde van het Nederlandse dorp Welten, provincie Limburg. Het huis is ook bekend onder de namen Strijthagenshof, Genhoes en Huis te Welten.

## Geschiedenis
De oudste vermelding dateert uit 1381, toen Jan van Oersfeldt met ‘de hoeve toe Strythagen’ werd beleend. Vanwege de naamgeving is het mogelijk dat de hoeve voordien in bezit is geweest van het geslacht Van Strijthagen. Het leengoed viel in 1381 onder de hertog van Brabant en was een voormalig Wickrader leen.

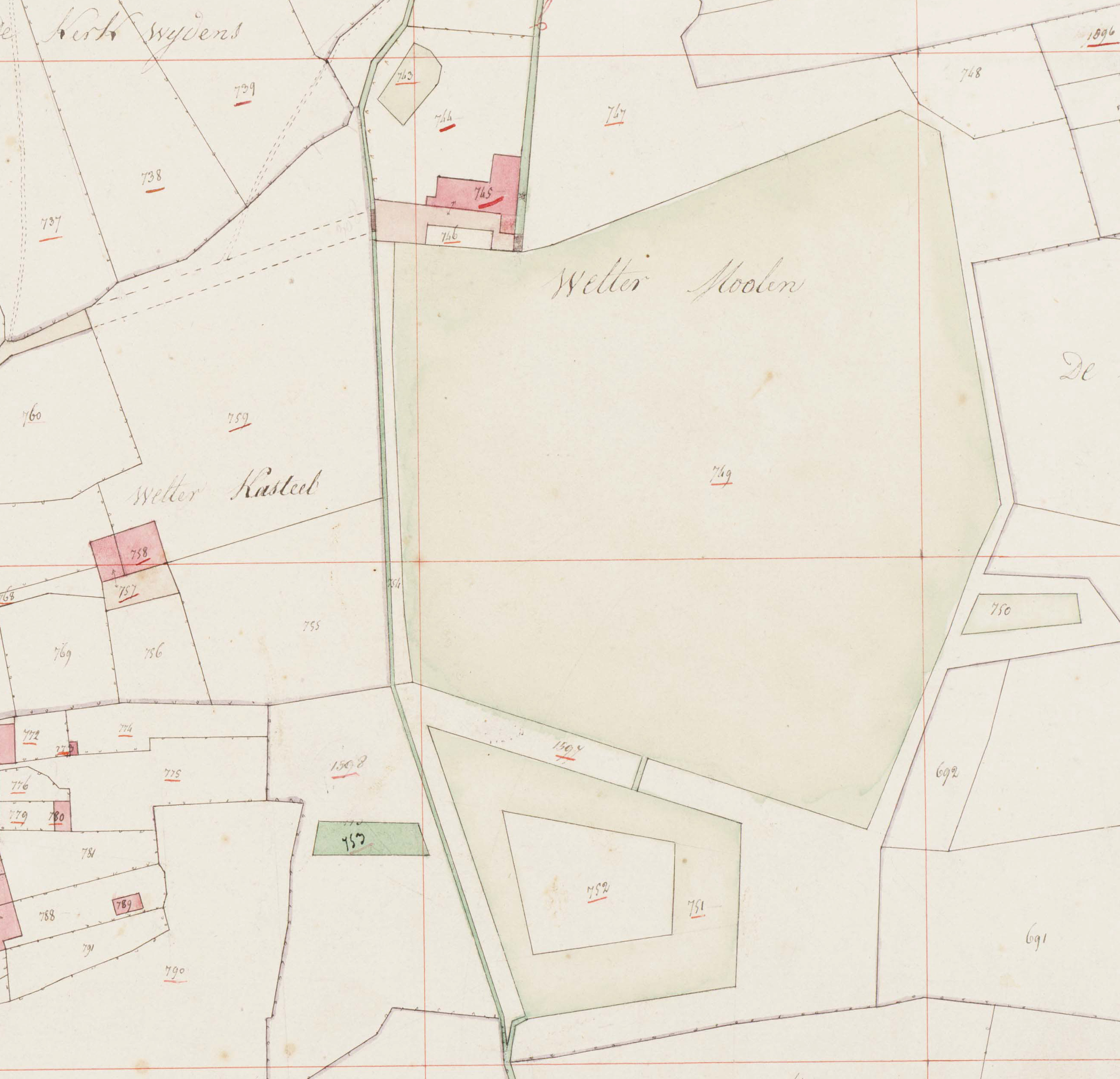
Kadastrale minuut van 1822, met boven de Weltermolen, links het huis Strijthagen (‘Welter kasteel’) en onderaan een trapeziumvormig omgracht terrein waar het middeleeuwse kasteel Strijthagen vermoedelijk heeft gestaan.

De zussen Liza en Jutta van Oersfeldt waren begin 15e eeuw de eigenaren. Vermoedelijk is hierna het goed versnipperd geraakt, want er bleken steeds weer meerdere eigenaren tegelijkertijd te bestaan. Een van de families die een deel van Strijthagen in bezit kreeg, was wederom de familie Van Strijthagen. Zij deelden rond 1500 het bezit met de familie Philippens. De familie Van Strijthagen was verwant met het geslacht Van Oersfeldt, getuige de naam van Willem van Strijthagen genaamd Van Uersfeld, die in 1510 in een akte werd genoemd. In 1537 werd jonker Werner van Strijthagen met het goed beleend. De familie bleef tot 1685 eigenaar.
In 1709 volgde de belening van Nicolaas Joseph van Root. Zijn nazaten bleven tot in de 18e eeuw in bezit van het goed Strijthagen. De familie Veugen verkreeg het goed dankzij een huwelijk.
Van eind 19e eeuw tot 1969 was de familie Hennen de eigenaar. Zij verkochten het aan de familie Akkerman-van Soest.

## Beschrijving
Het middeleeuwse Strijthagen lag op een rechthoekig, omgracht terrein ten zuiden van de tegenwoordige Weltervijver. Tot in de 19e eeuw zou de kasteellocatie nog zichtbaar zijn. De reeds in 1443 genoemde Weltermolen behoorde bij het kasteel.
Het huidige huis Strijthagen is in de 16e eeuw gebouwd. Rond 1700 werd de binnenzijde van het huis verbouwd. Door de verbouwing van 1860 in eclectische stijl verkreeg het huis zijn tegenwoordige uiterlijk. Het huis heeft een afmeting van 10 bij 16,5 meter, maar was vermoedelijk ooit groter, gezien het aansluitende ondergrondse muurwerk. De kelder is opgetrokken in kunrader steen en heeft muren van 1 meter dik. De witgepleisterde gevels zijn van baksteen met hoekblokken van mergel. Het huis heeft twee bouwlagen en wordt afgedekt door een leistenen tentdak. De voorgevel bestaat uit drie traveeën met een vooruitspringende middenrisaliet met fronton.
Aerwinkel · Kasteel Afferden · Aldt Huys · Aldenborgh · Kasteel Aldenghoor · Aldenhoven · Alte Burg · Kasteel Amstenrade · Slot Annendael · Kasteel Arcen · Baersdonck · Bakvliet · Baronsberg · Baxhof · Beegden ·  Benzenrade · Kasteel De Berckt · Kasteel Bethlehem · Beusdaelshof · Binsfeld · Huis Blankenberg · Kasteel Bleijenbeek · Blitterswijck · Boerlo · Bolberg · Bollenberg · Kasteel De Bongard · Borggraaf · Kasteel d'Erp · Kasteel Borggraaf · Kasteel Borgharen · Kasteel Born · Huis Bree · Breust · Kasteel Broekhuizen · Broekhuizen · Gracht Burggraaf · Kasteel De Burght · Kasteel Cartils · Cloppenburg (Oost-Maarland) · Kasteel Cortenbach · Huis De Dael · Dammerscheid · Kasteel De Bockenhof · De Donck (Sevenum) · De Donck (Swolgen) · De Dorth ·  Huis ten Dijcken · Kasteel Doenrade · De Doom · Douve · Douvenrade · De Dries · Kasteel Erenstein · Kasteel Eijsden · Eijsden · Einrade · Kasteel Elsloo · Ensenbroek · Eperhuis · Etzenraderhuuske · Exaten · Kasteel Eijckholt · Kasteel Eyckholt · Eys · Gastendonck · Kasteel Genbroek · Gebroken Slot · Kasteel Geijsteren · Kasteel Op Genhoes · Kasteel Genhoes · Genneperhuis · Kasteel Het Geudje · Kasteel Geulle · Kasteel Geusselt · Geijsteren · Gen Heck · Ghoor · Kasteel Goedenraad · Kasteel Grasbroek · Kasteel Groenendaal · Groethof · Groot Paarlo · Kasteel van Gronsveld · De Gun ·Kasteel Haeren · Kasteel Den Halder · Heerlaer · Heeze · Heijen · 's-Herenanstel · Kasteel Hillenraad · Kasteel Hoensbroek · Hoenshuis · Holstrate · Holtmühle · Huize Holtum · Kasteel Horn · De Horst · Huys ter Horst · Ten Hove (Grathem) · Ten Hove (Panningen) · Huis Brias · Huis Darth ·  Kasteel Hurpesch · Kasteel Sint-Jansgeleen · Kasteel Jerusalem · Kasteel Kaldenbroek · Den Kamp · Kasteel Karsveld · Kasteel Keverberg · Klein Paarlo · Klimmender Huuske · De Kolck · Koppelberg · Laar · Landsfort · Kasteel Lemiers · Kasteelruïne Lichtenberg · Kasteel Limbricht · Lonesteyn · Huize Lovendael · Mazenburg · Kasteel van Meerlo · Kasteel Meerssenhoven · Meezenbroek · Kasteel van Mheer · Middelaar · Kasteel Millen · Kasteel Montfort · Movert · Mulrode · De Munt · Château Neercanne · Kasteel Neubourg · Nienghoor · Huis Nierhoven · Kasteel Nieuwenbroeck · Nije Huys · Kasteel Nijenborgh · Kasteel Nijswiller · Nijthuysen · Kasteel Obbicht · Oedenrade · Kasteel Ooijen · Kasteel Oost (Valkenburg) · Kasteel Oost (Oost-Maarland) · Kasteel Ouborg · Overen · Kasteel Passarts-Nieuwenhagen · Prickenis · Prinsenhof · Puth · De Putting · Raath · De Raay · Ravenhof · Kasteel Reijmersbeek · Kasteel van Rijckholt · Kasteel Rivieren · Rodenbroek · Rosendaal · Kasteel Schaesberg · Kasteel Schaloen · Te Scharen · Schenkenburg · Kasteel Scheres · De Spijker (Geijsteren) · De Spijker (Leeuwen) · Huis Severen · Sibberhuuske · Château St. Gerlach · Spraland · Huis De Spyker · Huize Stalberg · Stalberg (Wellerlooi) · De Steeg · Kasteel Stein · Steinhagen · Steenen Huis · Stoel van Swentibold · Strijthagen (Landgraaf) · Strijthagen (Welten) · Struyver · Kasteel Terborgh · Terlinden (Wijnandsrade) · Terveurdt · Ter Weyer · Kasteel Ter Worm · De Tombe · Huis De Torentjes · Triest · Trippaert · Kasteel Vaalsbroek · Kasteel Vaeshartelt · Valkenburg · Vliek · De Vroenhof · Vrijburg · Kasteel Wambach · Warenberg · Well · Weyershof ·  Wijlre · Kasteel Wijnandsrade · Wijnandsrade · Wijnantshof · Wissegracht · Huize Witham · Kasteel Wittem · Wolfrath · Wylre